# 简·霍尔
简·霍尔（英語：Jane Hall，1973年10月20日—），生于泰晤士河畔金斯頓，英国女子赛艇运动员。她曾代表英国参加世界赛艇锦标赛，获得一枚金牌和五枚银牌，均来自轻量级项目。